# DreamWorks Animation
 (транскр.  Дримворкс анимејшон), или једноставно DreamWorks, амерички је анимацијски студио који је помоћни део Јуниверсал пикчерса, део Ен-Би-Си Јуниверсала који је у власништву Комкаста. Са седиштем у Глендејлу, Калифорнија производи анимиране дугометражне филмове, телевизијски програм и онлајн виртуалне игре. Студио је досада објавио 36 дугометражних филмова, од којих су најпознатији они из франшиза Шрек, Мадагаскар, Кунг фу панда, Како да дресирате свог змаја и Тролови.

## Франшизе
| Назив                        | Бр. филмова | Година објављивања |
| ---------------------------- | ----------- | ------------------ |
| Принц Египта                 | 2           | 1998–2000          |
| Шрек                         | 5           | 2001–2018          |
| Madagascar                   | 4           | 2005–2017          |
| Кунг фу панда                | 3           | 2008–данас         |
| Чудовишта против ванземаљаца | 1           | 2009–2014          |
| Како да дресирате свог змаја | 3           | 2010–2019          |
| Крудси                       | 2           | 2013–данас         |
| Тролови                      | 2           | 2016–данас         |
| Мали шеф                     | 2           | 2017–данас         |